# تايلر ميلر
تايلر ميلر (بالإنجليزية: Tyler Miller)‏ (12 مارس 1993 في الولايات المتحدة - ) هو لاعب كرة قدم أمريكي في مركز حراسة المرمى. شارك مع منتخب الولايات المتحدة تحت 23 سنة لكرة القدم. أما مع النوادي، فقد لعب مع سياتل ساوندرز وتاكوما ديفنس وSVN Zweibrücken ‏ وOcean City Nor'easters ‏ وChicago Fire U-23 ‏.

## وصلات خارجية
- تايلر ميلر على موقع الدوري الأمريكي (الإنجليزية)
- تايلر ميلر على موقع قاعدة بيانات كرة القدم.إي يو (الإنجليزية)
- تايلر ميلر على موقع Soccerbase.com (لاعب) (الإنجليزية)
- تايلر ميلر على موقع Soccerway.com (الإنجليزية)
- تايلر ميلر على موقع عالم كرة القدم.نت (الإنجليزية)
- تايلر ميلر على موقع AS.com (الإسبانية)